# Opisthograptis
Opisthograptis is een geslacht van vlinders uit de familie van de spanners (Geometridae) en de onderfamilie Ennominae.

## Soorten
- O. inornataria Leech, 1897
- O. irrorata Hampson, 1895
- O. luteolata (Linnaeus, 1758) - hagedoornvlinder
- O. mimulina Butler, 1886
- O. moelleri Warren, 1893
- O. punctilineata Wileman, 1910
- O. rumiformis Hampson, 1902
- O. sulphurea Butler, 1880
- O. swanni Prout, 1923
- O. tridentifera Moore, 1888
- O. trimacularia Leech, 1897
- O. tsckuna Wehrli, 1939